# 불파음
불파음(不破音, 문화어: 막힘소리)은 닿소리를 조음할 때 폐쇄를 만들어서 공기의 흐름을 막은 채 폐쇄를 개방하지 않는 파열음을 말한다. 발음 구별 기호로 ◌̚가 쓰인다.

## 예시
- 언어에 상관없이 이 자음들은 모두 끝소리에서만 나타난다.
- 베트남어에서 c 앞에 u, ô, o가 오면 무성 양순 연구개 파열음(/kp/)로 소리난다.

|                                | 양순 불파음(/p̚/) | 치경 불파음(/t̚/)                  | 경구개 불파음(/c̚/) | 연구개 불파음(/k̚/)   |
| ------------------------------ | ---------------- | --------------------------------- | ------------------ | -------------------- |
| 한국어                         | ㅂ               | ㄷ                                |                    | ㄱ                   |
| 태국어, 이산어                 | บ,ป,พ,ฟ,ภ        | จ,ช,ซ,ฌ,ฎ,ฏ,ฐ,ฑ,ฒ,ด,ต,ถ,ท,ธ,ศ,ษ,ส |                    | ก,ข,ค,ฆ              |
| 베트남어                       | p                | t                                 |                    | c(u, ô, o 뒤는 제외) |
| 광둥어, 취안장어, 샤먼어(병음) | p                | t                                 |                    | k                    |
| 간어의 창두 방언(병음)         |                  | t                                 |                    | k                    |
| 말레이어                       | p, b             | t, d                              |                    | k, kh, g, q          |
| 따이르어                       | ᧇ                | ᧆ                                 |                    | ᧅ                    |
| 라오어                         | ບ                | ດ                                 |                    | ກ                    |
| 크메르어                       | ប, ផ, ព, ភ       | ដ, ឋ, ឌ, ឍ, ត, ថ, ទ, ធ            | ច, ជ               | ក, ខ, គ, ឃ           |
| 하카어, 하이난어(병음)         | b                | d                                 |                    | g                    |
| 차오저우어(펭임식 병음)        | b                |                                   |                    | g                    |

## 이 발음의 한글 표기
[p̚], [t̚], [k̚]는 무조건 각각 받침 ㅂ, ㅅ, ㄱ으로 적는다.

## 같이 보기
- 입성
- 성문음화